# سیارک ۳۳۵۴۴
سیارک ۳۳۵۴۴ (به انگلیسی: 33544 Jerold، نامگذاری:1999JY8) سی و سه هزار و پانصد و چهل و چهارمین سیارک کشف شده‌است که در ۱۵ مه ۱۹۹۹ کشف شد.